# Авни Абдулах
Авни Абдулах (на турски: Avni Abdulah; на македонска литературна норма: Авни Абдулах) е писател от Северна Македония с турски произход.

## Биография
Роден е на 3 май 1948 година в Призрен в турско семейсво. Следва в Истанбул, а след това в Педагогическия факултет на Скопския университет. Бил е лектор, журналист и редактор в редакцията на „Бирлик“ при НИП „Нова Македония“. Член е на Дружеството на писателите на Македония от 1988 година.

## Творчество
- По патот на војната (роман, 1976)
- Мајчиното срце (разкази, 1977)
- Тој најубав ден (разкази, 1986)
- Ноќ со полна месечина (разкази, 1992)